# Międzynarodowy Festiwal Tańca im. Olgi Sawickiej
Międzynarodowy Festiwal Tańca im. Olgi Sawickiej (do 2015 Lądeckie Lato Baletowe) – festiwal taneczny, organizowany od 1999 roku w Lądku Zdroju. Jego cechą charakterystyczną jest międzypokoleniowa wymiana doświadczeń sztuki baletowej i obecność na festiwalu wielu stylów tańca: obok tańca klasycznego i współczesnego pojawiają się np. hip-hop, tańce z Hiszpanii, Brazylii, czy też z Afryki. Festiwal odbywa się co roku i zwykle trwa około tygodnia.

## Historia
Festiwal powstał z inicjatywy Sławomira Pietrasa – dyrektora Teatru Wielkiego im. Stanisława Moniuszki w Poznaniu. Dyrektorem artystycznym Festiwalu jest Paweł Chynowski, dyrektorem organizacyjnym jest dr Bożena Jakubczak.
Pierwsza edycja festiwalu trwała od 26 czerwca do 26 lipca 1999 roku. Była to seria spotkań artystycznych dzieci, młodzieży, i zaproszonych przez dyrektora Sławomira Pietrasa gości specjalnych, podczas dwutygodniowych turnusów zakończonych koncertami dla mieszkańców Lądka Zdroju. Uczestniczyli w nim głównie uczniowie z warszawskiej i poznańskiej Szkoły Baletowej, oraz ze szkół muzycznych oraz innych dowolnie zgłoszonych.
Od 2005 roku nazwę Lądeckie Lato Baletowe rozwinięto o „Międzynarodowy Festiwal Tańca”, a od 2015 festiwal przemianowano na Międzynarodowy Festiwal Tańca im. Olgi Sawickiej na cześć zmarłej tancerki i choreograf.
W ciągu dwunastu edycji festiwalu, specjalnymi gośćmi Lądeckiego Lata Baletowego byli dyrektorzy polskich oper i baletów, m.in. Ewa Michnik, Lilianna Kowalska, Emil Wesołowski, tancerze, soliści scen teatrów tańca z całej Polski: Ewa Głowacka, Olga Sawicka, Beata Wrzosek-Dopierała, Dominika Krysztoforska, Paweł Mikołajczyk, Ewa Sobiak, Waldemar Wołk-Karaczewski.

## Imprezy Lądeckiego Lata Baletowego
- Inaugurujący festiwal występ zespołu baletowego z Polski; między innymi: Teatr Wielki z Poznania, Kielecki Teatr Tańca.
- Spektakle baletowe przygotowywane przez tancerzy i choreografów do muzyki poważnej i rozrywkowej. Swoją twórczość prezentowali np.: Paweł Mikołajczyk, Irina Kacprzycka, Liliana Kowalska i Marek Różycki.
- Występ baletowy teatru z zagranicy – występowali m.in. Ruth Botchan Company, Amy Marshall Dance Company, Contempra Dance Theatre.
- Spotkania z gośćmi Sławomira Pietrasa odbywające się w lokalu kawiarni festiwalowej.
- Wieczór Różnych Kultur, z udziałem tancerzy między innymi z Dominikany, z Hiszpanii, z Irlandii, z Kuby, z Brazylii, czy z Indii przybliżającymi kulturę tych krajów.
- „Wyginaj śmiało ciało” , „Szalone Lato Tańca – Dance Yourself” – zajęcia taneczne dla dzieci i młodzieży z Lądka Zdroju i okolic oraz Kłodzka.
- Koncert „Dzieci Dzieciom” – występ uczestników zajęć dla dzieci i młodzieży z Gminy Lądek Zdrój i Powiatu Kłodzkiego.
- Taneczna parada ulicami Lądka Zdroju z udziałem tancerzy, kuracjuszy Lądka oraz uczestników festiwalu.
- Warsztaty taneczno-choreograficzne z różnych technik tańca m.in. taniec klasyczny, taniec współczesny, flamenco, modern-jazz, funky, salsa, afro-dance, break-dance, taniec jazzowy i musicalowy, hip-hop disco, tańce latynoamerykańskie.
- Wernisaż prac graficznych związanych tematycznie z tańcem, autorów takich jak Juliusz Multarzyński, Wanda Badowska-Twarowska, Anna Wszyndybył i innych.
- Wieczór Finałowy „Lądek Miastem Tancerzy”, podczas którego swoje umiejętności prezentują uczestnicy warsztatów taneczno – choreograficznych.